# توماس روبرتسون (لاعب كرة قدم)
توماس روبرتسون (بالإنجليزية: Thomas Robertson)‏ هو مدرب كرة قدم وحكم كرة قدم ولاعب كرة قدم بريطاني (وحمل سابقاً جنسية المملكة المتحدة لبريطانيا العظمى وأيرلندا) في مركز قلب الدفاع، ولد في 28 ديسمبر 1864، وتوفي في 1924. لعب مع أستون فيلا.

## وصلات خارجية
- توماس روبرتسون على موقع الاتحاد الإسكتلندي (الإنجليزية)
- توماس روبرتسون على موقع قاعدة بيانات كرة القدم.إي يو (الإنجليزية)